# Embalse El Tigre
El Tigre es una represa y embalse construido sobre el río Diamante, en la provincia de Mendoza, Argentina. Ubicado a 33 km de la ciudad de San Rafael, cumple funciones de presa compensadora del caudal del río, permite el rebombeo de agua a una presa superior, provee de agua para riego y produce energía hidroeléctrica.
Ubicada apenas 2 km aguas abajo del embalse Los Reyunos, el dique El Tigre fue construido entre 1979 y 1983, entrando en servicio ese último año. Es una presa de 48 m de altura; a los lados está construida con materiales sueltos y corazón de arcilla impermeable, y en el paso del río es una represa de hormigón, de gravedad. Tiene un vertedero a cielo abierto y tres turbinas. En su construcción se han utilizado casi 700 000 m³ de materiales sueltos y 22 400 m³ de hormigón.
Como atractivo turístico, tiene la ventaja de estar cerca de la ciudad de San Rafael; sus costas son utilizadas como balnearios, y sus aguas para la pesca de salmónidos y pejerreyes. A orillas del río se encuentra un coto de pesca con mosca, en el que se alquilan equipos y se dictan clases prácticas de esta modalidad de pesca.
Al ser un embalse regulador, resulta esencial la conservación de su volumen de agua, por lo que cada año es desagotado en forma rápida, de modo de eliminar los sedimentos acumulados en él.
Aguas abajo del dique El Tigre se encuentra el dique Galileo Vitali, cuya función es desviar la mayor parte del agua del río Diamante hacia el canal principal de riego, que alimenta gran parte de la zona de regadío de departamento San Rafael. Este canal tiene un gran desnivel aguas abajo, que es aprovechado en la central hidroeléctrica Los Coroneles.